# In the Aeroplane Over the Sea
In The Aeroplane Over The Sea je album američkog indie-rock sastava Neutral Milk Hotel izdan 1998. To je njihov drugi, a ujedno i posljednji, studijski album.  
Pjesme su inspirirane sudbinom Anne Frank i sličnim tragedijama; Jeff Magnum, tekstopisac, tvrdi da je imao snove o sudbini židovske obitelji za vrijeme 2. svjetskog rata.  Po objavljivanju, album je vrlo dobro primljen od glazbenih kritičara, posebno su hvaljeni neobični tekstovi i inovativna upotreba instrumenata i glasa.  Unatoč tome, album u početku nije bio posebno uspješan kod publike, ali s vremenom mu je popularnost rasla i prodalo se oko 100.000 kopija u izdanju Merge Records.  Kod obožavatelja indie-rocka album ima kultni status i mnogi ga smatraju jednim od najznačajnijih djela svojega vremena (vidi Priznanja).

## Popis pjesama
1. "The King of Carrot Flowers Pt. One" – 2:00
2. "The King of Carrot Flowers Pts. Two and Three" – 3:06
3. "In the Aeroplane Over the Sea" – 3:22
4. "Two-Headed Boy" – 4:26
5. "The Fool" – 1:53
6. "Holland, 1945" – 3:12
7. "Communist Daughter" – 1:57
8. "Oh Comely" – 8:18
9. "Ghost" – 4:08
10. "Untitled" – 2:16
11. "Two-Headed Boy Pt. Two" – 5:13

## Autori
- Jeff Mangum – tekstopisac i pjevač
- Jeremy Barnes
- Scott Spillane
- Julian Koster
- Merisa Bissinger
- Rick Benjamin
- Laura Carter
- Michelle Anderson
- Brian Dewan - ilustrator
- Chris Bilheimer

## Priznanja
- #01 - Magnet Magazine "A Decade Under The Influence: Top 60 Albums 1993-2003"  Arhivirana inačica izvorne stranice od 1. rujna 2006. (Wayback Machine)
- #85 - Pitchfork: Top 100 Albums of the 1990s
- #04 - Pitchfork: Top 100 Albums of the 1990s Redux
- #04 - Music Underwater "The Top 100 Albums 1990-2003

## Uzorci
Holland, 1945  Arhivirana inačica izvorne stranice od 26. rujna 2007. (Wayback Machine) (20 sekundi)
In The Aeroplane Over The Sea (20 sekundi)